# Rüggeberg (Ennepetal)

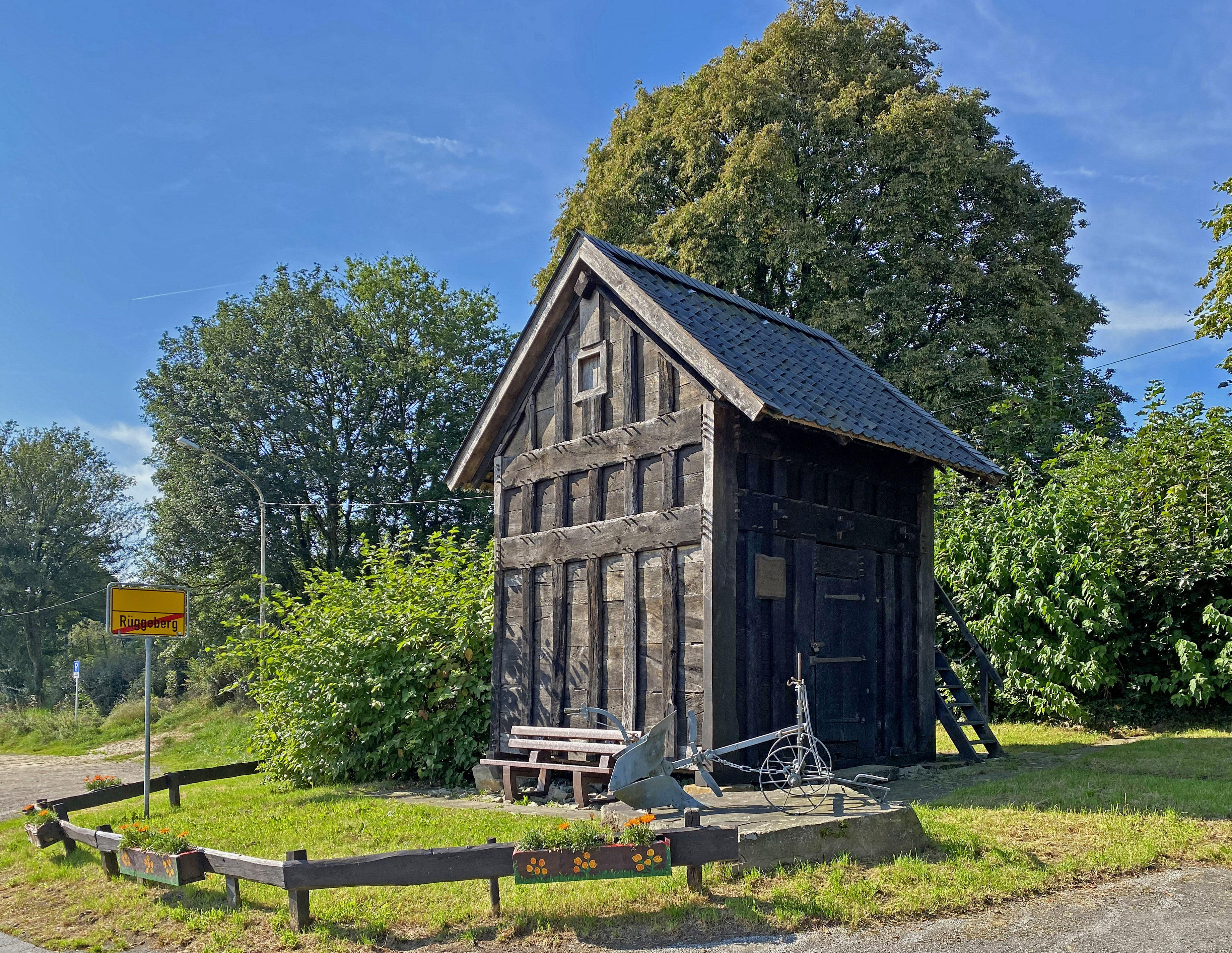
Kornkasten Rüggeberg (1717)

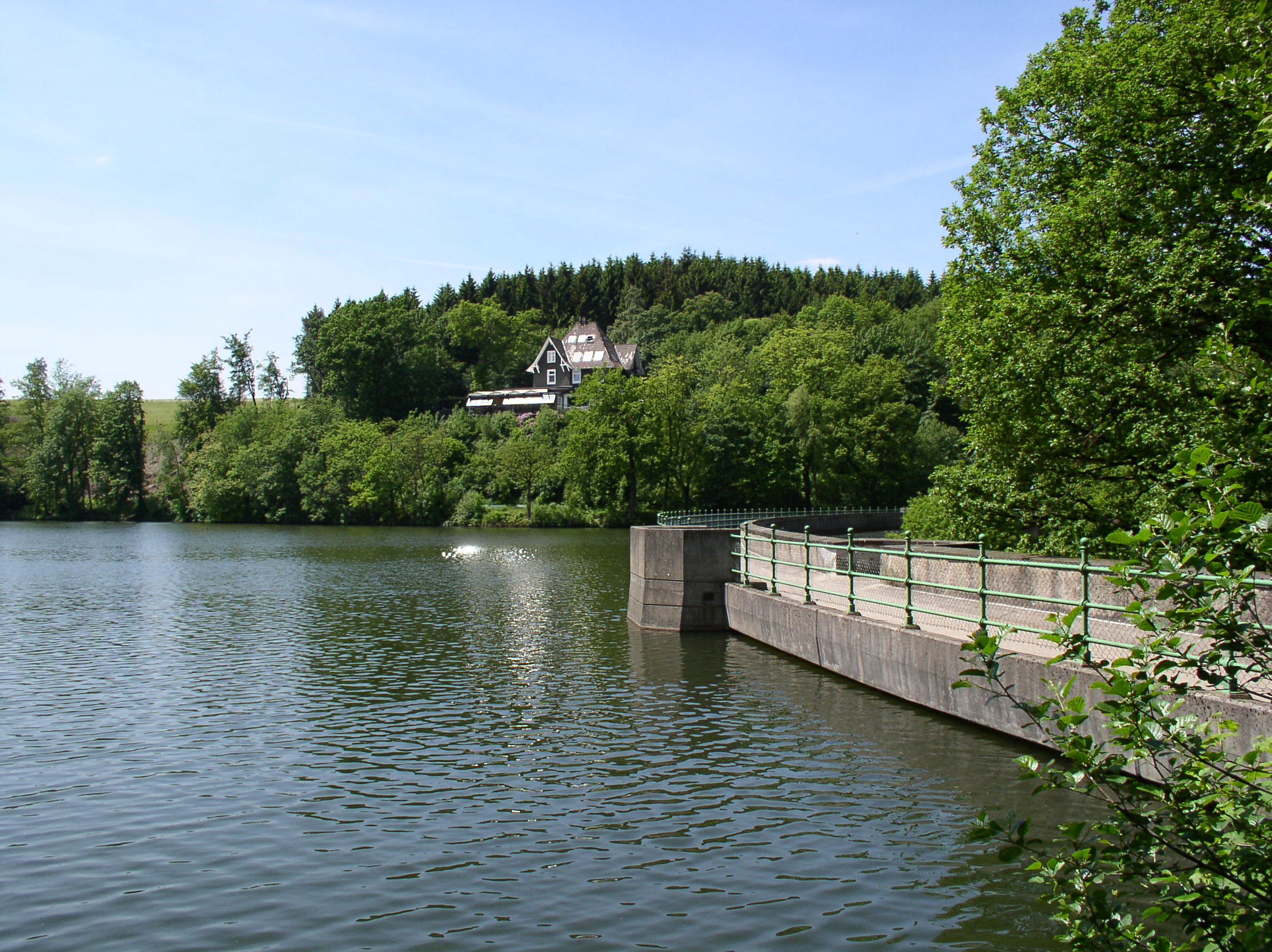
Heilenbecker Talsperre

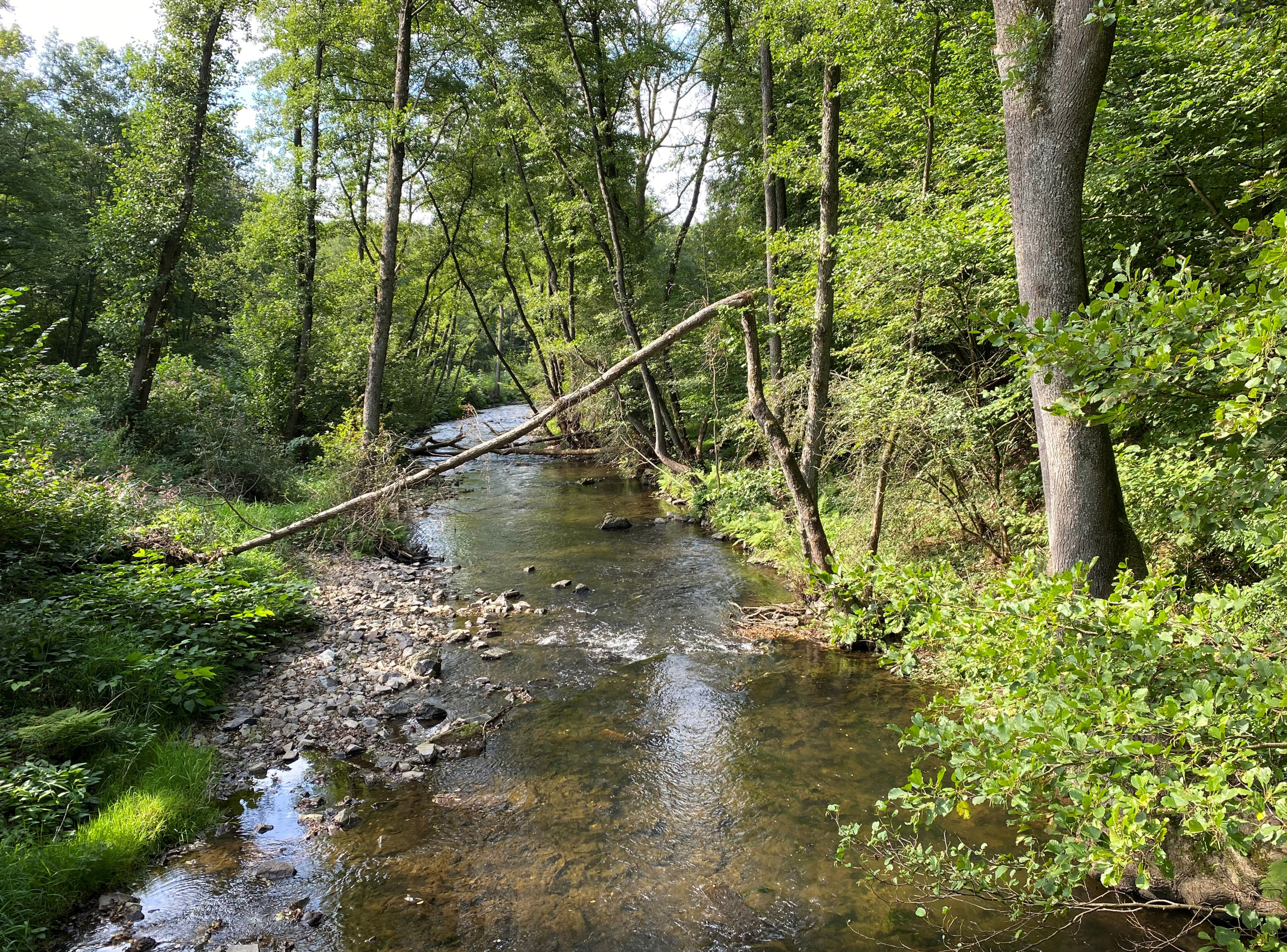
Ennepe bei Rüggeberg

Rüggeberg ist  ein Ortsteil der Stadt Ennepetal.

## Geographie
Der Ort liegt im südlichen Ennepe-Ruhr-Kreis, direkt an der Grenze des Sauerlandes zum Bergischen Land auf einem Höhenrücken zwischen den Flüssen Ennepe und Heilenbecke.

## Geschichte
Der Ort wurde im Jahre 1315 zum ersten Mal urkundlich unter dem Namen Royckeberg als Freihof erwähnt. Er ist heute noch landwirtschaftlich geprägt. 1949 wurde er nach Ennepetal eingemeindet.

## Sehenswürdigkeiten
Unweit der Heilenbecketalsperre gelegen und umgeben von Feldern, Wiesen und Wäldern ist Rüggeberg ein Ausflugsziel für Wanderer und Wochenendausflügler. Im Ort stehen Fachwerkhäuser und im Bergischen Stil verschieferte und weiß-grün gestrichene Bürgerhäuser.
Im Mittelpunkt des Dorfes, wo fast sternförmig die Straßen zu den umliegenden Bauerschaften auf dem kleinen Marktplatz münden, erhebt sich die 1827 fertiggestellte und im Jahr 2002 renovierte evangelische Kirche. Unmittelbar davor befinden sich das Kriegerehrenmal Rüggeberg für die Opfer der Kriege aus dem 19. und 20. Jahrhundert sowie der Schmittenboom. Letzterer ist ein heimatgeschichtliches Denkmal aus Stahl, das der Heimatverein Rüggeberg aus Anlass seines 50-jährigen Bestehens im Jahre 2004 errichtet hat. Er soll an die industrielle Blütezeit Rüggebergs erinnern und trägt an seinen Armen außer den Namensschildern von acht umliegenden Bauerschaften typische Stahlprodukte der vormals hier ansässigen Betriebe (Schmitten).
Neben dem 1636 angelegten Alten Friedhof mit restaurierten und erhaltenen Grabsteinen aus dem 17. Jahrhundert liegt der Kornkasten Rüggeberg aus dem Jahr 1717, ein in dieser Gegend häufig zu findender Getreidespeicher aus massivem Eichenholz, der sowohl zur Aufbewahrung des Getreides als auch zum Schutz der Familien vor Plünderern und bei Feuersbrunst diente.

## Freizeit
Der 1954 gegründete Heimatverein Rüggeberg fördert das heimatkundliche Wissen und setzt sich aktiv für Landschafts-, Natur- und Denkmalschutz ein. Er hilft das Dorfbild zu verschönern, den gesellschaftlichen Zusammenhalt zu fördern und bietet ein vielseitiges Veranstaltungsprogramm an. Viele Hintergrund-Informationen zu den Denkmälern liefert der Internet-Auftritt des Vereins.
Durch den Ort führen der Hauptwanderweg X20 des SGV (Ennepetal – Breckerfeld), sowie die Wanderwege Raute 2 und Dreieck, die Rüggeberg mit den Tälern von Ennepe und Heilenbecke verbinden. Die Heilenbecker Talsperre liegt sozusagen vor der Haustür von Rüggeberg und ist ein beliebtes Ausflugsziel. 

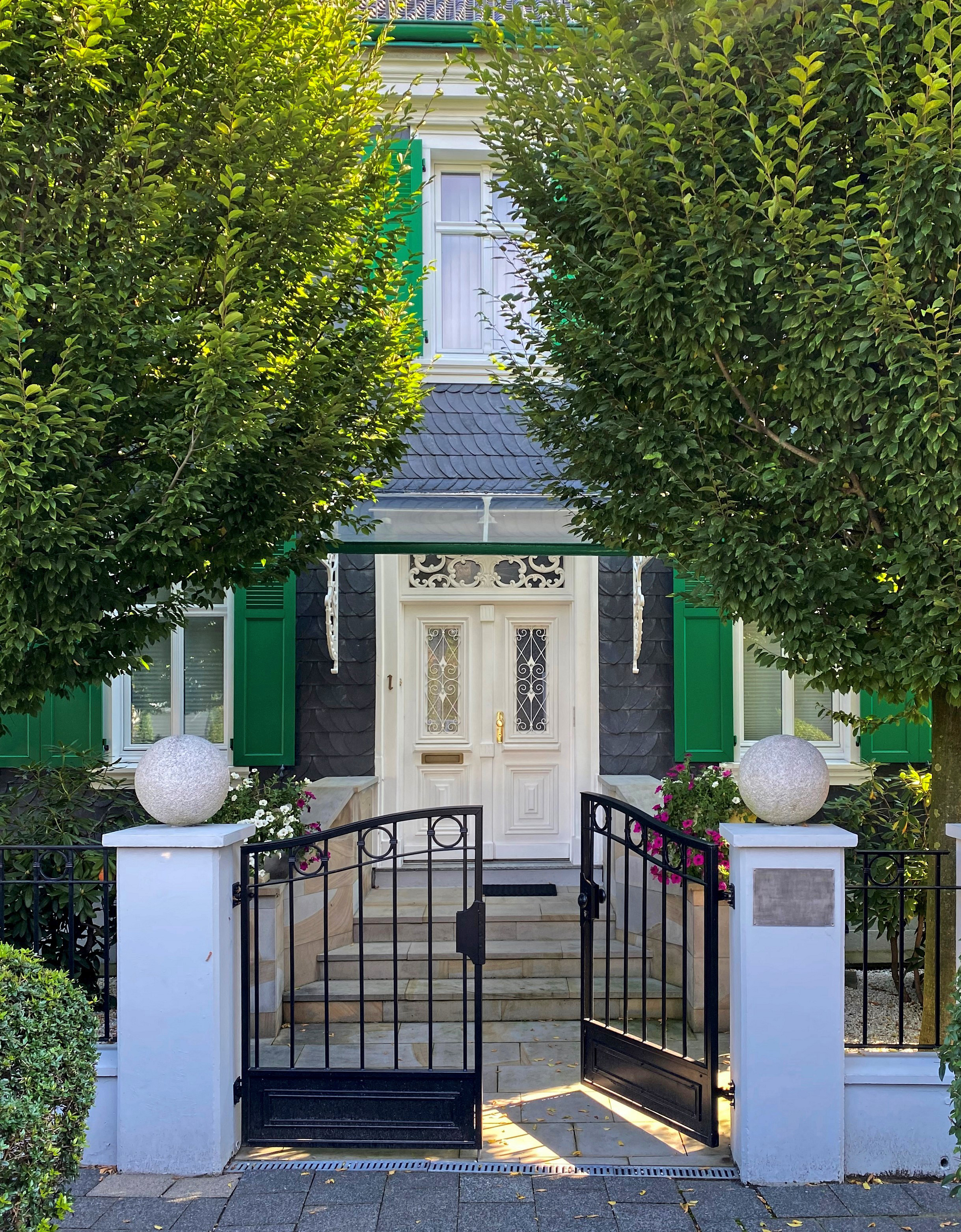
Hauseingang in Rüggeberg
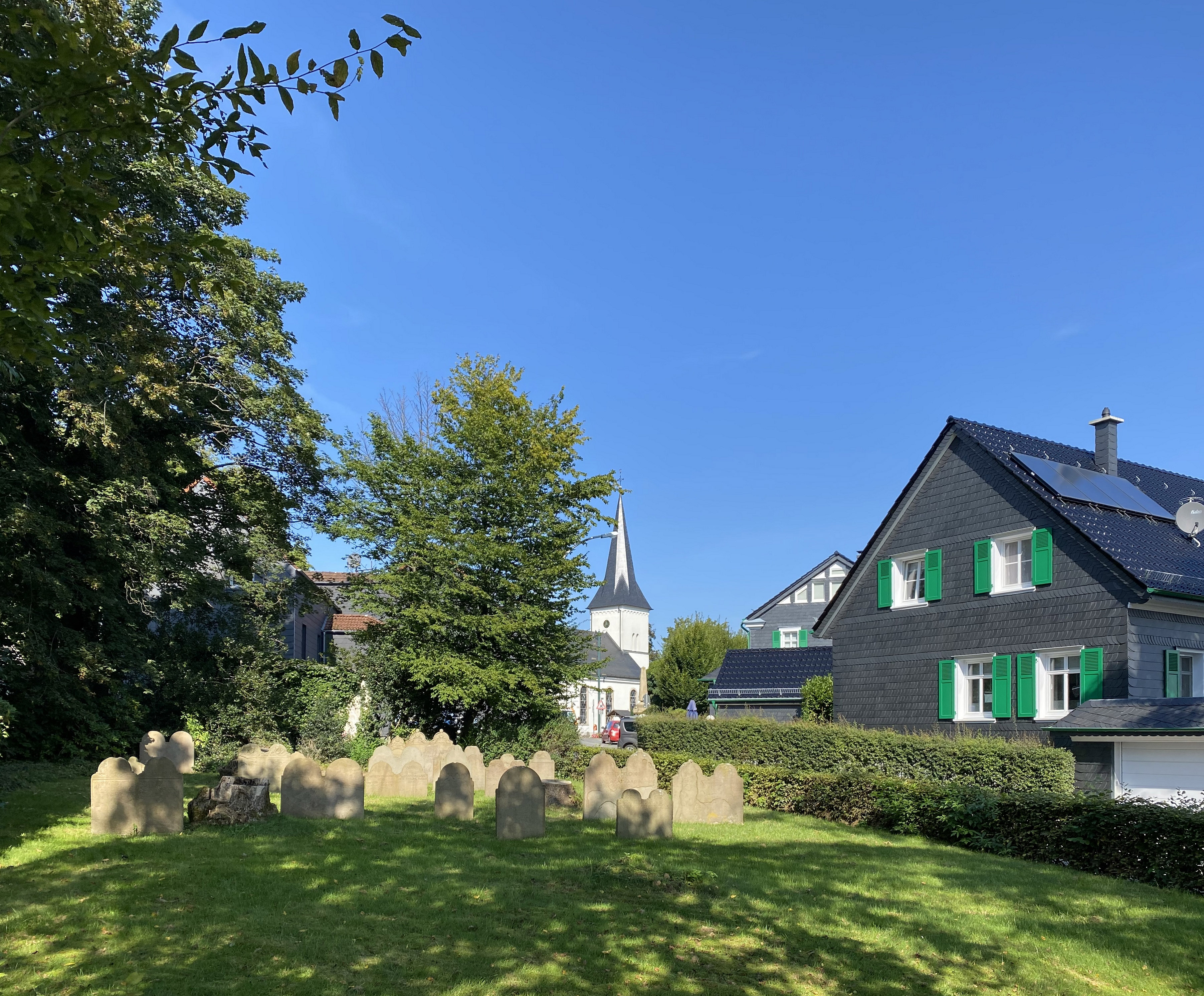
Alter Friedhof Rüggeberg
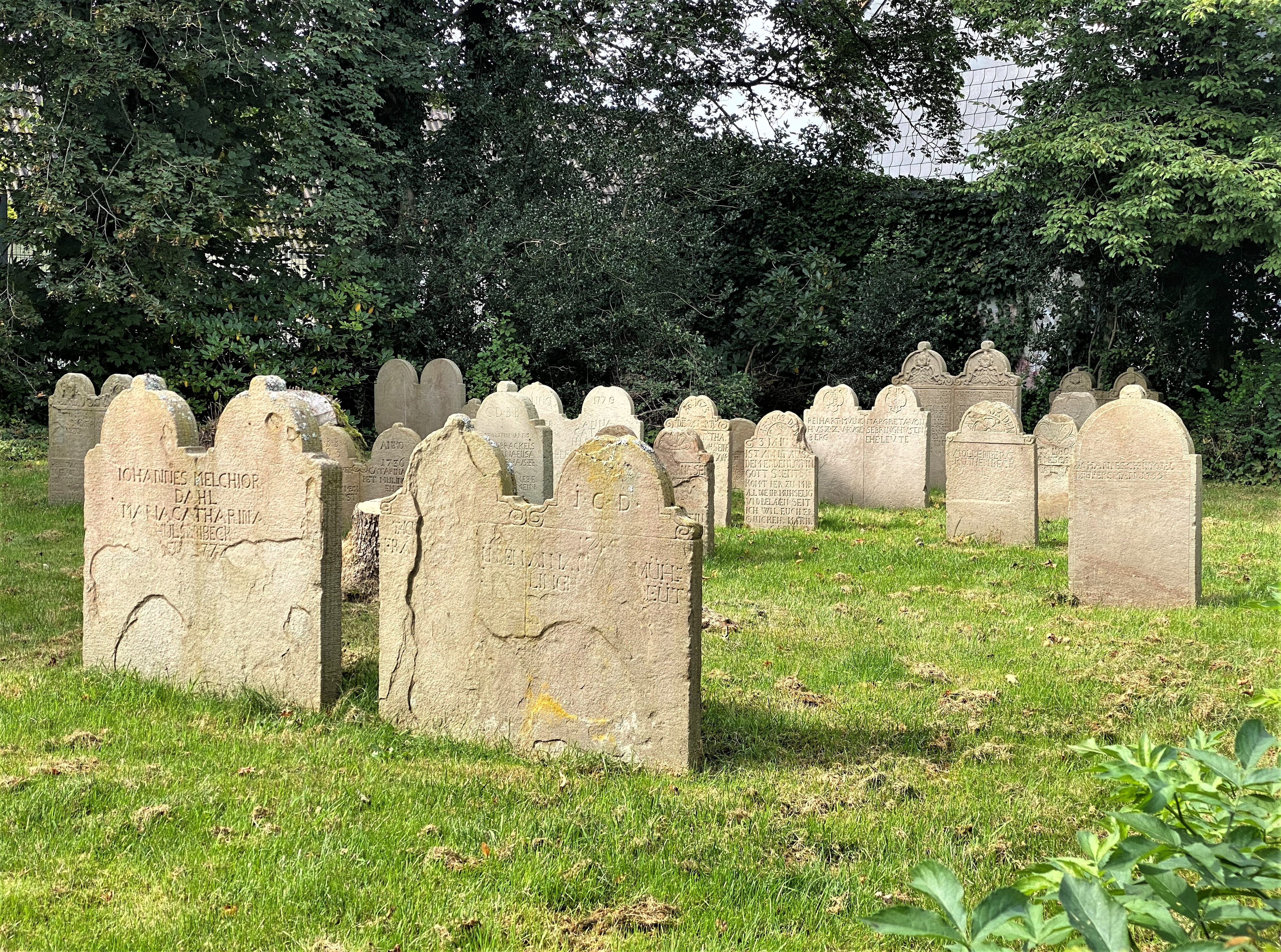
Alter Friedhof Rüggeberg
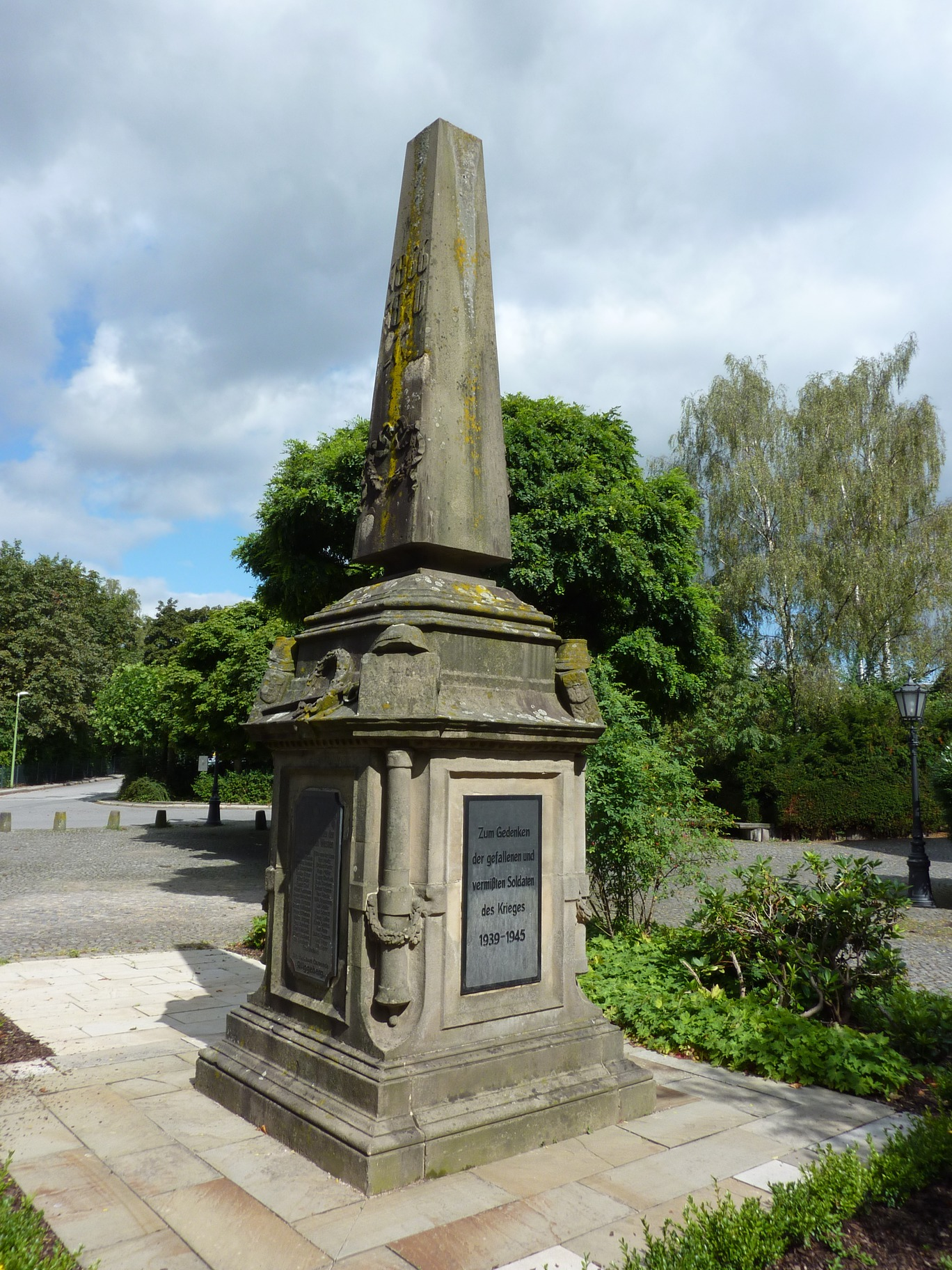
Kriegerehrenmal Rüggeberg
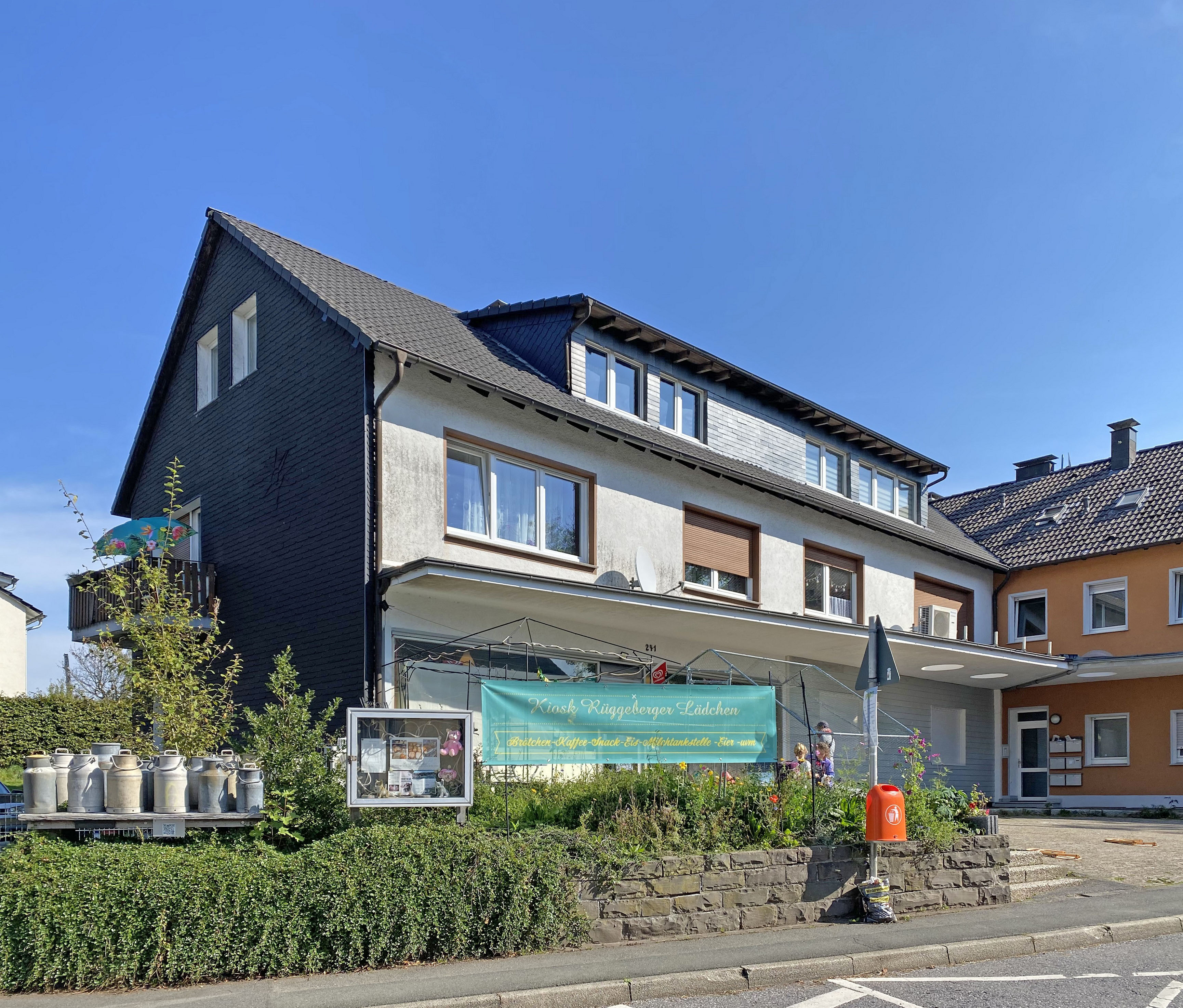
Rüggeberger Lädchen mit Milchkannen-Rampe
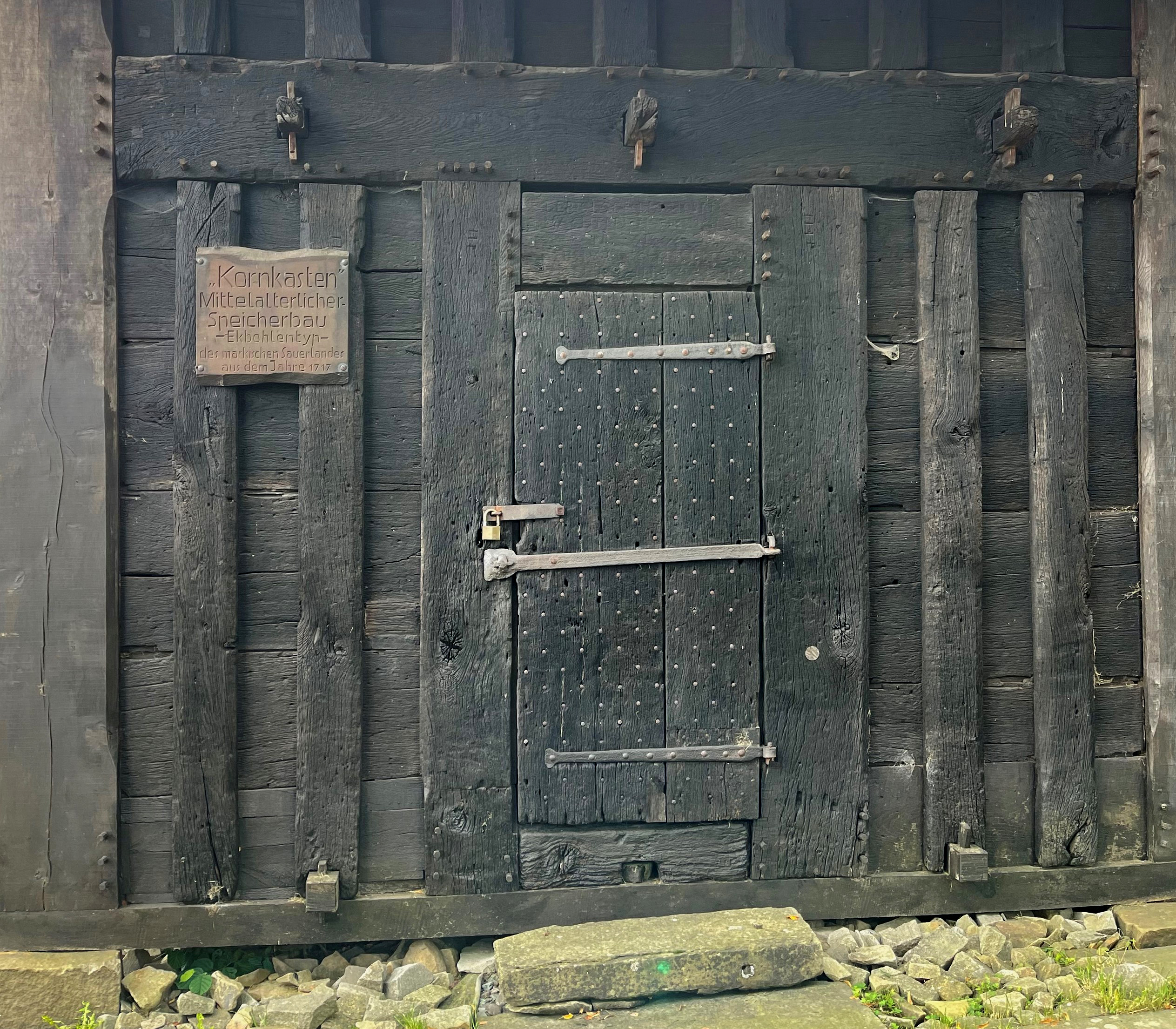
Kornkasten-Eichentür mit Inschrift: "Der Segen des Herrn macht reich ohne Müh"